# Triumfetta martinezalfaroi
Triumfetta martinezalfaroi är en malvaväxtart som beskrevs av Gual och F.Chiang. Triumfetta martinezalfaroi ingår i släktet triumfettor, och familjen malvaväxter. Inga underarter finns listade i Catalogue of Life.